# Silvio Blatter
Silvio Blatter (Bremgarten, 25 de enero de 1946) es un escritor suizo germanófono.
Silvio Blatter nació en una familia proletaria. Entre 1962 y 1966, siguió cursos de formación profesional en Wettingen. Trabajó como maestro seis años en la escuela primaria de Aarau, y en 1970 comenzó a trabajar en una industria metalúrgica. En 1972, comenzó sus estudios de literatura alemana y lingüística en la Universidad de Zúrich y volvió a trabajar en una compañía industrial en 1974.
En 1975, sigue unos cursos de radio de la DRS, y después de vivir en Ámsterdam y Husum, se instaló como escritor autónomo en Zúrich, actualmente vive en Oberglatt.

## Premios
- 1972 Premio promoción de la ciudad de Zúrich
- 1974 Premio Conrad Ferdinand Meyer
- 1978 Premio promoción de la ciudad de Zúrich
- 1979 Premio “Neue Literarische Gesellschaft”